# Soriano Alvarado
Soriano Alvarado (San Salvador de Jujuy, c. 1840 - junio de 1905) fue un político argentino, que fue gobernador de la Provincia de Jujuy entre 1868 y 1870.

## Biografía
Era sobrino de Roque Alvarado, líder unitario que fue brevemente gobernador de Jujuy en la época de la Coalición del Norte. Estudió derecho en la Universidad de Buenos Aires, pero nunca se recibió.
Durante la década de 1860 fue diputado provincial y funcionario del poder judicial. En 1866 fue miembro del tribunal superior de justicia de la provincia. Ese mismo año fue miembro de la convención reformadora de la constitución provincial, con lo que ganó mucha notoriedad. Era miembro del partido liberal, aliado del presidente Bartolomé Mitre y del exgobernador Pedro José Portal. Siguiendo a este, se alineó posteriormente al Partido Autonomista Nacional, fundado por Adolfo Alsina, y que en 1868 llevó a la presidencia a Sarmiento.
En 1868 se produjo la invasión de Felipe Varela a la provincia de Jujuy. El gobernador Cosme Belaúnde no organizó resistencia alguna y se limitó a evacuar la capital.
Solo Soriano Alvarado, presidente de la Legislatura, con algunas tropas que había reunido de la Quebrada de Humahuaca intentó ofrecer alguna resistencia y libró un combate en Los Perales sin mayores consecuencias. 
Seis días después Varela se pasó finalmente a Bolivia por la Quebrada de Humahuaca.
Unas coplas jujeñas recuerdan el suceso:
De abajo vino Varela,
Navarro le dio lugar,
¡qué más se quiso Varela, 
venirse a todo robar! 
Cuando vino Varela 
¡cinta rosada! 
Siguieron para arriba 
por La Quebrada.
¡A la carga! ¡a la carga!
Dijo Soriano,
avancen quebradeños,
con sable en mano.
Apenas abandonada la provincia por el caudillo, la Legislatura exigió la renuncia de Belaúnde. 
En su lugar fue elegido Soriano Alvarado; su primer acto de gobierno fue organizar elecciones, en las que se presentó como candidato a gobernador titular; pese a que la oposición lo acusó de fraude, fue elegido gobernador titular en marzo.
Creó el Colegio Nacional, ayudó en la construcción de un teatro en la capital, y en la realización del censo nacional. Construyó escuelas y una biblioteca, y edificó algunos edificios públicos.
Terminado su mandato en 1870, dos años más tarde fue ministro de gobierno del gobernador Mariano Iriarte. Tras la revolución que provocó la caída de éste se exilió en la vecina provincia de Salta. Entre 1876 y 1880 fue diputado nacional por el Partido Autonomista, y tuvo un papel importante en la crisis de la Revolución de 1880. Apoyó los gobiernos de Cástulo Aparicio y Martín Torino en su provincia.
Alejado de la vida política en la década de 1890, falleció en San Salvador de Jujuy en 1905.